# Nikita Drozdov
Nikita Jur'evič Drozdov (in russo Никита Юрьевич Дроздов?; Mosca, 21 aprile 1992) è un calciatore russo, centrocampista del Sachalin.

## Carriera
Ha esordito in Prem'er-Liga il 26 febbraio 2021 disputando con il Tambov l'incontro perso 1-3 contro il Rotor.

## Statistiche

### Presenze e reti nei club
Statistiche aggiornate al 30 ottobre 2021.
| Stagione               | Squadra                | Campionato             | Campionato | Campionato | Coppe nazionali | Coppe nazionali | Coppe nazionali | Coppe continentali | Coppe continentali | Coppe continentali | Altre coppe | Altre coppe | Altre coppe | Totale | Totale |
| Stagione               | Squadra                | Comp                   | Pres       | Reti       | Comp            | Pres            | Reti            | Comp               | Pres               | Reti               | Comp        | Pres        | Reti        | Pres   | Reti   |
| ---------------------- | ---------------------- | ---------------------- | ---------- | ---------- | --------------- | --------------- | --------------- | ------------------ | ------------------ | ------------------ | ----------- | ----------- | ----------- | ------ | ------ |
| 2011                   | Tarpeda-BelAZ          | VL                     | 1          | 0          | CB              | 1               | 0               |                    | -                  | -                  | SB          | 1           | 0           | 3      | 0      |
| 2012-gen. 2013         | Sachalin               | 2D                     | 19         | 0          | CR              | 2               | 0               |                    | -                  | -                  |             | -           | -           | 21     | 0      |
| 2013-2014              | Amur-2010              | 2D                     | 23         | 1          | CR              | 1               | 0               |                    | -                  | -                  |             | -           | -           | 24     | 1      |
| 2014-2015              | Sachalin               | 1D                     | 24         | 0          | CR              | 0               | 0               |                    | -                  | -                  |             | -           | -           | 24     | 0      |
| 2015-2016              | Spartak Nal'čik        | 2D                     | 23         | 1          | CR              | 4               | 0               |                    | -                  | -                  |             | -           | -           | 27     | 1      |
| 2016-2017              | Spartak Nal'čik        | 1D                     | 37         | 2          | CR              | 2               | 0               |                    | -                  | -                  |             | -           | -           | 39     | 2      |
| Totale Spartak Nal'čik | Totale Spartak Nal'čik | Totale Spartak Nal'čik | 60         | 3          |                 | 6               | 0               |                    | -                  | -                  |             | -           | -           | 66     | 3      |
| 2017-2018              | Šinnik                 | 1D                     | 29         | 2          | CR              | 0               | 0               |                    | -                  | -                  |             | -           | -           | 29     | 2      |
| lug.-dic. 2018         | Čajka Pesčanopskoe     | 2D                     | 8          | 1          | CR              | 0               | 0               |                    | -                  | -                  |             | -           | -           | 8      | 1      |
| gen.-mag. 2019         | Šinnik                 | 1D                     | 11         | 0          |                 | -               | -               |                    | -                  | -                  |             | -           | -           | 11     | 0      |
| 2019-2020              | Šinnik                 | 1D                     | 26         | 3          | CR              | 2               | 0               |                    | -                  | -                  |             | -           | -           | 27     | 3      |
| Totale Šinnik          | Totale Šinnik          | Totale Šinnik          | 37         | 3          |                 | 2               | 0               |                    | -                  | -                  |             | -           | -           | 39     | 3      |
| 2020-feb. 2021         | Fakel Voronež          | 1D                     | 21         | 0          | CR              | 1               | 0               |                    | -                  | -                  |             | -           | -           | 22     | 0      |
| feb.-mag. 2021         | Tambov                 | PL                     | 9          | 0          | CR              | 1               | 0               |                    | -                  | -                  |             | -           | -           | 10     | 0      |
| 2021-2022              | Amkar Perm'            | 2D                     | 13         | 0          | CR              | 1               | 0               |                    | -                  | -                  |             | -           | -           | 14     | 0      |
| Totale carriera        | Totale carriera        | Totale carriera        | 244        | 10         |                 | 15              | 0               |                    | -                  | -                  |             | 1           | 0           | 260    | 10     |